# Dom w Landeillau
Dom w Landeillau – wzniesiony w XVII wieku. Od 1964 roku została wpisana do rejestru zabytków.

## Lokalizacja
Dom zlokalizowany jest w Landeillau (Landeou), w miejscowości Plévin, w departamencie Côtes-d’Armor, w regionie Bretania.

## Opis
Dom został wybudowany w XVII wieku. Należał wówczas do rodziny Le Foll. 
Zbudowany jest z granitu, piaskowca i łupków ilastych. Budynek jest piętrowy, posiada dwuspadowy dach z otwartym szczytem. Głównym elementem pokrycia jest łupek. Dom posiada wewnętrzne schody prawoskrętne. 